# X-wingi
X-wingi – cykl dziesięciu powieści autorstwa Michaela A. Stackpole'a i Aarona Allstona, osadzony w uniwersum Gwiezdnych wojen.  Akcja pierwszych siedmiu toczy się od 6,5 do 7,5 roku ABY, Zemsty Isard w 9 roku ABY, Myśliwców Adumaru w 12 roku ABY zaś Ciosu Łaski w 44 ABY.

## Lista powieści w cyklu
- X-wingi. Eskadra Łotrów – pierwsze wydanie (USA) 1996 wyd. Bantam Books, pierwsze wydanie polskie 2001 wyd. Amber - akcja toczy się w 7 roku ABY.
- X-wingi. Ryzyko Wedge'a – pierwsze wydanie (USA) 1996 wyd. Bantam Books, pierwsze wydanie polskie 2002 wyd. Amber - akcja toczy się w 7 roku ABY.
- X-wingi. Pułapka Krytosa
- X-wingi. Wojna o bactę
- X-wingi. Eskadra Widm
- X-wingi. Żelazna Pięść
- X-wingi. Rozkaz Solo
- X-wingi. Zemsta Isard
- X-wingi. Myśliwce Adumaru
- X-wingi. Cios Łaski